# 郭永平
郭永平（1954年2月—），陕西勉县人，中华人民共和国政治人物。1975年6月加入中国共产党。中国人民大学工业经济管理专业函授毕业，中共中央党校在职研究生学历，高级经济师。中共第十七、十八届中央纪律检查委员会委员。

## 生平
郭永平一直在陕西省工作。早年曾长期在地方电力系统任职；先后担任西北电管局共青团委副书记，陕西石泉水电厂厂长、陕西安康水电总厂厂长，陕西省农电管理局局长，省电力建设投资开发公司（省投资集团公司）总经理、副董事长。
2000年4月，任渭南市市长。2001年1月，任中共榆林市委书记。2002年5月，当选中共陕西省委常委；先后兼任省总工会主席，省教育工作委员会书记。2007年5月，兼任省纪委书记。2017年3月，不再担任中共陕西省委常委、省纪委书记。